# George Wallace (homme politique britannique)
George Douglas Wallace, baron Wallace de Coslany (18 avril 1906 - 11 novembre 2003) est un homme politique britannique du parti travailliste.

## Biographie
Wallace est né à Cheltenham et fréquente la Cheltenham Central School. Il devient chef de bureau avant de se porter volontaire pour rejoindre la RAF en 1941, servant pendant la Seconde Guerre mondiale et atteignant le grade de sergent.
Il est élu député pour Chislehurst en 1945. En 1950, Wallace perd face à la conservatrice Patricia Hornsby-Smith par 167 voix. En 1964, il est réélu pour Norwich North. Il prend sa retraite de la Chambre des communes aux élections de février 1974 et devient pair à vie en tant que baron Wallace de Coslany, de Coslany dans la ville de Norwich, le 17 janvier 1975.
Wallace est Lord-in-waiting de 1977 à 1979 et membre de la Commonwealth War Graves Commission de 1970 à 1986.